# Geovan Montes
Geovan Montes (Medellín, Antioquia, Colombia; 31 de enero de 1996) es un futbolista colombiano. Juega como lateral derecho y su equipo actual es el Llaneros FC de la Categoría Primera A colombiana.

## Trayectoria
Montes nació el 31 de enero de 1996 en Medellín y debutó profesionalmente el 8 de febrero de 2015 en la derrota de La Equidad 0-2 ante el Deportivo Cali, en un partido válido por la segunda fecha del Torneo Apertura.

## Clubes
| Club            | País     | Año         | Partidos | Goles |
| --------------- | -------- | ----------- | -------- | ----- |
| La Equidad      | Colombia | 2015        | 4        | 0     |
| Tigres          | Colombia | 2018 - 2019 | 46       | 8     |
| Atlético Huila  | Colombia | 2019        | 16       | 0     |
| Tigres          | Colombia | 2020        | 8        | 1     |
| Águilas Doradas | Colombia | 2020        | 10       | 0     |
| América de Cali | Colombia | 2021        | 6        | 0     |
| Deportivo Pasto | Colombia | 2022        | 1        | 0     |